# Rafael Augusto de Souza Ribeiro
Rafael Augusto de Souza Ribeiro foi um Governador Civil de Faro entre 3 de Outubro de 1921 e 14 de Novembro de 1921.